# 博商基金
博商基金，全稱深圳市博商基金合作企業，由深圳清華大學研究院紫荊學會、博商同學會創辦，於2011年4月掛牌成立。
博商基金目前管理投資資金總額超過3億元人民幣，採用有限合作企業的形式通過向新能源、新材料、節能環保、生物醫藥、現代農業等戰略性新興領域或具有良好成長性和發展前景的企業以及董事會決定投資的項目進行股權與有價證券投資，其投資總額佔被投資公司總資金不超過70%的比例，另外部分資金則會投入到二級市場，以達到保護全體合作人的合法權益，使合作企業取得最佳經濟效益。 
博商基金雖為盈利性投資類型的基金會，但以對上述產業或項目進行投資為主，並不進行期貨，債券，權證，股指期貨等投資。

## 投資項目
2011年10月8日，博商基金與遼寧省遼源市政府在深圳簽署“戰略合作框架協議”，這是國內政府機構與民間基金組織合作點對點招商項目。雙反擬設立容納200多家科技企業及產值高達100億元人民幣的博商科技園項目。